# Elizabeth Dunn
Elizabeth Dunn – amerykańska antropolog. 

## Życiorys
Zajmuje się antropologią ekonomiczną, znawczyni problemów socjologii pracy i zarządzania w przemyśle, zajmuje się także problemem społeczno-ekonomicznych źródeł i konsekwencji chorób związanych z odżywianiem, a także relacjami pomiędzy określonymi technikami produkcji a środowiskiem naturalnym i pozycją konsumentów. Wykłada geografię i stosunki międzynarodowe na Uniwersytecie Kolorado w Boulder.
Doktoryzowała się w 1998 r. na Uniwersytecie Johna Hopkinsa na podstawie pracy o społecznych aspektach prywatyzacji polskiej gospodarki w latach 90. Prowadziła przez półtora roku badania terenowe, pracując jako robotnica w fabryce Alimy-Gerber w Rzeszowie. Obserwowała proces przechodzenia od fordowskiego do neoliberalnego modelu zarządzania i związane z nim przemiany sposobu bycia osobą przez robotników i kierowników (menedżerów). Analizowała również antropologiczne aspekty marketingu niszowego oraz sposób, w jaki tradycyjne wyobrażenia płci i pokrewieństwa wykorzystywane są przez robotnice do negocjowania własnej pozycji w miejscu pracy.
Napisana na podstawie doktoratu książka Privatizing Poland (Cornell University Press, 2004; wyd. polskie 2008) została w 2005 r. wyróżniona nagrodą Orbis za najlepszą książkę o Polsce oraz nagrodą Ed A. Hewetta za najlepszą książkę o ekonomii politycznej postsocjalizmu.
Jest również redaktorką (wraz z Chrisem Hannem) zbioru artykułów o społeczeństwie obywatelskim pt. Civil Society: Challenging Western Models (Routledge, 1996).